# 霧島一博
霧島 一博（きりしま かずひろ、1959年（昭和34年）4月3日 - ）は、鹿児島県姶良郡牧園町（現在の霧島市）出身で井筒部屋（入門時は君ヶ濱部屋）所属の元大相撲力士。本名は吉永 一美（よしなが かずみ）。最高位は東大関。現役時代の体格は身長187cm、体重132kg。得意手は左四つ、寄り、吊り、出し投げ。うっちゃり。現在は年寄・陸奥。弟子の霧島鐵力と区別して「初代霧島」と呼ばれることもある。

## 来歴
農家の長男として生まれる。幼少時から体を鍛えるのが好きで、小学校では3年生の時から真冬でも頭から水をかぶって登校し、5年生からは重さ3kgもある鉄下駄を履くなどしていた。サッカーが好きであったが、中学にサッカー部が無かったため中学時代は野球部に入部し、2年生から柔道部に転向。中学生在学中に柔道二段となり、地区大会優勝の経験もある。君ヶ濱親方（元関脇・鶴ヶ嶺、後の井筒親方）夫妻が牧園町の自宅に勧誘に訪れた。最初は断わったものの母親が後押しし、反対していた父親も折れたため、中学卒業後に君ヶ濱部屋に入門した。2つ上の姉は痩せっぽちの吉永を見て「絶対に相撲ではやっていけない」と見込みがないと思ったという。

### 初土俵〜十両時代
1975年（昭和50年）3月場所に本名で初土俵。同期生にはのちの大関若嶋津、関脇太寿山、師匠の長男である十両鶴嶺山らがいた。中でも鶴嶺山とは同部屋・同期・同学年の関係である。序二段時代の1976年（昭和51年）5月場所後に故郷の霧島山にちなんで霧島へ改名した。三段目から始めたウェイトトレーニングと高蛋白食で次第に上位でも通じる筋肉質の体格を作り上げ、左四つで両前廻しを引き附けるか、出し投げで崩して素早く寄る取り口で、出し投げは四つは左四つ、右四つのどちらでもよく、上手でも下手でもよく決まった。また、足腰が強くうっちゃりは鮮やかであった。そして得意の左四つからの吊りは豪快だった。攻めが遅い力士には特に強かったが、軽量なので速攻の力士や突き押しの力士に苦戦したこともあり、出世は大きく遅れた。
1982年（昭和57年）5月場所で新十両を果たすも1場所で幕下へ陥落。8場所後の1983年（昭和58年）11月場所で再十両を果たすと十両を4場所で通過して1984年（昭和59年）7月場所に新入幕を果たした。

### 幕内時代
新入幕の7月場所では8勝7敗の成績だったが、この場所同時に新入幕を果たした小錦を土俵中央で豪快な下手投げで下すほか、当時大関候補だった大乃国を鮮やかな下手出し投げで下すなどの内容の良さが評価され、新入幕で初の三賞となる敢闘賞を受賞。また、この場所では新入幕ながら14日目には同期生で且つ前日13日目に全勝で優勝を決めた大関若嶋津との初対決が実現している（結果は送り出しで若嶋津の勝ち）。
その後しばらくは8勝や9勝がやっと、上位になれば2桁負けなどで平幕を上下していた。1986年（昭和61年）11月場所は前頭7枚目で初の2桁勝利となり、12勝3敗で技能賞を獲得し、翌1987年（昭和62年）1月場所は新三役として小結を通り越して関脇に昇進するも3勝12敗に終わる。その後も平幕を上下していたが、翌1988年（昭和63年）9月場所では西前頭2枚目で5勝10敗の成績ながら横綱大乃国から初金星。さらに翌11月場所では10勝5敗で2度目の技能賞を獲得し翌場所小結へ昇進する。

### 肉体改造〜大関昇進へ
小結へ昇進した1989年（平成元年）1月場所では、好調な上位陣に全く歯が立たず1勝14敗という無惨な成績に終わる。これではいけないと感じた霧島は鍛え方を徹底的に見直し、1日に20個の卵や、バナナ2本などが入った夫人特製のプロテインを摂取するとともに、ウエイトトレーニングによる肉体改造に取り組んだ。ベンチプレス210kg、スクワット350kgという強靭な肉体を作り上げ、体重も110kg台から一気に130kg前後まで増加した。停年の際の報道によれば、餅と卵20個ずつを一度に平らげ、ゆで卵の状態でこれ以上胃に入らないとなれば生卵のまま流し込んだと伝わる。また、当時は角界でもウエイトトレーニング否定派が根強く、親方や兄弟子に言うとやらせてもらえないため、ジム通いは隠れて行ったとのこと。
その効果もあって翌3月場所では前頭9枚目ながら10勝5敗の好成績。さらに5月場所では西前頭筆頭で11日目に全勝の横綱大乃国から2つ目の金星を獲得し8勝7敗で初の殊勲賞を獲得。7月場所は小結で7勝8敗と負け越して平幕に下がるも9月場所で東前頭筆頭で8勝7敗と勝ち越して三度小結へ復帰。11月場所では10勝5敗の成績を挙げ3度目の技能賞獲得。この頃三役で好成績を収めていた琴ヶ梅、水戸泉とともに次期大関候補に名乗りを上げた。
翌年1990年（平成2年）1月場所は小結に留まるも横綱北勝海、大関北天佑を豪快に吊り出すなど11勝4敗の成績を挙げ2度目の殊勲賞を受賞。19場所ぶりに関脇へ復帰し、初の大関獲りとして迎えた翌3月場所では、6日目に横綱千代の富士を吊り出して勝ち、千代の富士の通算1000勝達成を阻んだ。霧島はこの日まで千代の富士に一度も勝利したことがなく、余程の手違いがない限り千代の富士の白星で間違いないと、宿舎にはお祝いの鯛が用意され、大きな花束が次々に運び込まれ、役員室では二子山がお祝いのコメントをするために待機するほどであったが、吊りに対する弱さという千代の富士の唯一と言って良い弱点を突いたことでまさかの勝利を実現した。その後も連勝し続け成績は13勝2敗となり、優勝同点の好成績を挙げる。同場所本割の結びの一番の後、横綱北勝海、大関小錦と三力士での優勝決定巴戦に出場。霧島はくじで「○」を引いたため1戦目は取組無し（小錦が北勝海に勝利）、2戦目で小錦には勝ったものの、3戦目で北勝海に敗れて（4戦目で小錦を下し北勝海の優勝決定）惜しくも幕内優勝はならなかったが、3月場所後に大関へ昇進が決定した。なお初土俵から91場所での新大関は、現在も大相撲史上1位のスロー出世最長記録であり、また30歳11か月での新大関も当時二代目増位山に次ぐ、史上2位（現在は琴光喜の31歳3か月、増位山の31歳2か月に次いで3位）の年長記録だった。三賞は3場所連続であり、この場所は殊勲賞と技能賞を獲得。

### 大関時代・念願の幕内初優勝
新大関の5月場所では初日から8連勝するも、後半に大きく崩れて9勝6敗に終わる。7月場所では7日目の安芸ノ島戦で勝ちながらも、左大腿筋筋膜一部断裂の疑いで途中休場。初の大関角番だった9月場所では13日目に新横綱旭富士の連勝を24で止め、旭富士、北勝海の両横綱と優勝を争い13勝2敗の好成績を挙げ見事復活。11月場所では序盤で連敗するなど10勝5敗に終わるが、この場所優勝の横綱千代の富士に黒星をつけた。
翌年1991年（平成3年）1月場所では、3日目に安芸ノ島に敗れたものの、1敗を保持して単独トップで千秋楽へ。そして千秋楽では横綱北勝海を得意の吊り出しで下して14勝1敗（当時の3横綱撃破）、ついに自身念願の幕内初優勝を果たした。なお初土俵から96場所目、及び31歳9か月での幕内初優勝は当時年6場所制のもとでの1位のスロー最長記録だった（現在の1位は、初土俵から121場所及び37歳8ヶ月で幕内初優勝の旭天鵬（旭天鵬は優勝制度発足後の最長でもある）。2位は102場所目及び32歳5か月で幕内初優勝の貴闘力で、霧島は現在共に6場所制での3位）。
翌3月場所は初の綱取りとなったが、1月場所の優勝祝賀会など相撲以外の行事への出席による稽古不足や綱取りに対するプレッシャーにより、翌3月場所は5勝10敗とまさかの大敗に終わり、綱の夢は果せなかった。その後夏場所から九州場所にかけては二桁勝利を重ね、62勝28敗で幕内での年間最多勝を初めて獲得したが、これは当時年6場所制での最少記録であった（現在は史上5位、2019年・朝乃山の55勝35敗が年6場所制での最少記録）。また年間最多勝に輝いた力士の中で、最高位が大関で引退したのは霧島と若嶋津・栃ノ心の3人（他現役力士で最高位・大関では、朝乃山・貴景勝・霧島（鐵）の3人が年間最多勝を受賞）だが、奇しくも霧島と若嶋津は初土俵が同じ1975年3月場所で、二人共に同郷の鹿児島県出身であった（但し学年は霧島が3年下となる）。
1991年5月場所に横綱千代の富士、7月場所に大乃国が引退し、旭富士・北勝海の両横綱が休場が続く中、霧島は最大のライバルだった小錦と共に横綱昇進を争っていたが、翌1992年（平成4年）から肘の故障等に苦しむようになる。3月場所と7月場所は小錦らと終盤まで優勝争いに加わる活躍を見せたが、9月場所では7勝4敗から終盤3連敗の後、勝ち越しをかけた小錦との楽日対決に敗れ、7勝8敗と負け越して4度目の大関角番へ。肘の怪我でほとんど握力の無いまま挑んだ翌11月場所は、初日から4連敗が続くなど精彩を欠き、更に7日目の関脇水戸泉戦で右足首の靱帯断裂の大怪我により途中休場、2場所連続負け越しにより16場所守った大関から関脇へ陥落が決まった。
前述の通り千代の富士、大乃国の引退を境に、旭富士も1992年1月場所で、北勝海も同年5月場所前に立て続けで引退し、横綱が空位となってしまったため大関以上では霧島が唯一の日本出身の力士だった（他大関は共にハワイ出身の小錦と後に横綱となる曙）。しかし11月場所で霧島の関脇転落決定により、1993年（平成5年）1月場所では日本人の横綱・大関が不在となってしまった（いわゆる「ウィンブルドン現象」とも言われる）。それでも同1月場所後に貴乃花（当時・貴ノ花）が大関に昇進したため、日本人不在は1場所で解消した（それから18年後の2011年（平成23年）9月場所、前7月場所で魁皇の引退で大関以上に日本出身力士が消えたが、同9月場所後に琴奨菊の新大関が決まり、これも1場所で終わった）。陥落前の力が落ちてきた時期の霧島の相撲には、三杉里を網打ちで倒したり、貴乃花（当時・貴花田）を内掛けで下すなど、技を活かしたものが多かった。

### 関脇陥落〜引退
1993年1月場所はケガによる公傷が適用されたため全休（当初霧島は前年11月場所中の右足首負傷後、花道を自力で歩き帰った理由で公傷申請を却下されたが、数日後日本相撲協会の緊急理事会において霧島の公傷が認定された。詳細は「公傷制度」を参照）。西張出関脇で再起をかけた3月場所では、10勝以上で規定により大関特例復帰だったが、結局5勝10敗の負け越しに終わり、大関への復活はならなかった。その後は平幕の地位に定着するも、人気の高さは変わらなかった。大関陥落後は、幕内中位から下位の番付では出し投げを中心とした技能相撲で勝ち越すことも出来たが、幕内上位に上がると大負けするという状態が続いた。勝ち越した場所も8勝7敗で終わることが多かったため、番付の上がりは遅く、常に十両落ちの危機と隣合わせだった。
なお奇しくも小錦（現タレント）も、霧島同様に1993年11月場所限りで大関から関脇に転落、その後1994年（平成6年）3月場所以降は平幕に低迷していた。1994年5月場所3日目、東前頭5枚目・小錦対西前頭11枚目・霧島戦と、元大関同士の平幕での取組が大きな話題を呼んだが、大関陥落者の二人が前頭の地位で対決するのは、1959年（昭和34年）3月場所の大内山対三根山戦以来、35年ぶりの珍事だった。小錦は後年霧島を友人、戦友だと話しており、引退した後も大の仲良しと語っている。ちなみに小錦との幕内取組成績は、38回対戦して19勝19敗と全くの互角であった。
また大関時代は130kg以上あった体重も、陥落後半年が経つ頃には120kg台前半まで落ちるなど体力の衰えも目立った。幕尻近い西前頭14枚目で迎えた1996年（平成8年）3月場所は3勝12敗で終わり翌場所は十両陥落となることから、この場所限りで引退、引退会見では「気力がなくなり、引退を決意しました。悔いはまだないとは言えないですが、今日負けた時点でもうはっきりこれで終わりだと自分で納得しました。」と落ち着いていた。引退後は同部屋の弟弟子である寺尾が持つ年寄・錣山を借りて襲名した。

### 親方として
その後名跡を勝ノ浦（伊勢ノ海親方所有の借株）に変更し井筒部屋の部屋付き親方として後進の指導にあたっていたが、1997年（平成9年）12月に陸奥親方（元前14・星岩涛）の退職を受け、陸奥に名跡変更（年寄株取得）するとともに陸奥部屋を継承した。最初の1番弟子は5人（上山、野村、菊池、下迫（元桜島）、楢橋）。2000年（平成12年）11月には立田川親方（元関脇・青ノ里）が停年退職した際に、立田川部屋を吸収している。2010年1月場所までは審判部に所属しており、幕内の取組で勝負審判を務めることも多かった。2010年2月より日本相撲協会理事を務めるが、2011年4月に弟子の八百長問題の影響を受けて委員に降格となった。部屋継承後は子飼いの霧の若（のちプロレスラーの将軍岡本）が十両、2代霧島が大関に昇進している。因みに陸奥は、2代霧島の素質は特別高い訳ではないが、言われなくとも力いっぱい稽古をする素直さがあると評している。
2019年（平成31年）2月12日、同年4月3日に60歳を迎える陸奥親方の還暦を祝うパーティーが開催され、小錦らを始めとする200人が参加。壇上で赤い羽織を着て「恥ずかしいし、不思議な感じ」と照れ笑いを浮かべながらも、「日本相撲協会の停年まで残り5年。時間がある限り、今後も一生懸命指導していく」と改めて情熱を燃やしていた。
かつて井筒部屋の弟弟子だった14代井筒（元関脇：逆鉾）が、2019年（令和元年）9月場所中に58歳で病死したことに伴い、本家の井筒部屋から横綱鶴竜ら3力士及び床山1名を自らの陸奥部屋に転籍させて指導することとなった。現役時代から井筒との仲が良くなかったためこの移籍は意外であるとする報道も存在する。
陸奥部屋は10代井筒の逝去時に井筒部屋を継承した11代が、10代の遺族との仲違いにより名跡を変更したものである一方、井筒部屋は10代の逝去時に後継者問題で独立した君ヶ濱部屋が名跡を変更して再興したものという経緯があることから、10代逝去時に分裂した系統が時を経て再合流する形になった。
2022年（令和4年）3月、先述の理事辞任以来11年ぶりに日本相撲協会の理事に復帰し、協会ナンバー2の事業部長に就任した。この事業部長就任は八角理事長と気心が知れている仲とは言えど些か意外の念を以って報じられた。しかし、2023年（令和5年）6月に、弟子の暴行問題の監督責任を問われて3か月間20パーセントの報酬減額処分を受け、事業部長を辞任した。理事は辞任せず、横滑りで総合企画部長に就任した。2024年3月の役員改選をもって理事を退任した。
2024年3月28日、自身の停年（定年）退職に伴って、同年4月2日付で陸奥部屋を閉鎖することが承認された。陸奥自身は音羽山部屋付きとなり、停年後も再雇用で相撲協会に残ることになった。なお、陸奥部屋の閉鎖にあたっては全ての弟子に移籍先の希望を聞いており、陸奥部屋閉鎖時に所属していた力士は音羽山部屋、荒汐部屋、伊勢ノ海部屋の3部屋に分かれて転籍することになった。

## エピソード

### 和製ヘラクレス
筋力トレーニングを重視した力士としては千代の富士が有名だが、霧島も早くから実施していた。サプリメントなどの栄養面を重視した本格的な科学的トレーニングを実践した結果、30代になってから急激に成績が伸び、大相撲における筋力トレーニングの有効性を示した。その筋肉美から"和製ヘラクレス"の異名をとり、海外興行では外国人（特に女性）からも絶賛された。また甘い顔立ちでも知られ、パリ公演の際には"角界のアラン・ドロン"と紹介された。

### 著書『踏まれた麦は強くなる』
霧島が子供時代から引退直前までの半生を語った本であり、現役中に日本相撲協会の了承を得て執筆、発売された。現役力士による著書の発売はきわめて珍しく、そのため霧島本人も著書内で日本相撲協会に対する感謝の意を示している。この本はフランスの大学で日本語教材として1997年に採用された。いち日本人力士の本が海外の学校教材として採用されたのは異例である。フランス語版は『ある力士の自叙伝』と題され、詳しい解説と注釈が付けられており、相撲のことをまったく知らない読者にも内容を完全に理解できるよう配慮されている。
フランスでは初の本格的な相撲紹介書として大きな反響を呼んで順調に版を重ね、現在では増補新版が縮刷本にて出版されている。大の相撲好きで知られるジャック・シラク元大統領はこの本に感動して何度も繰り返して読み、「もし政治家になっていなかったら、私は力士になりたかった」と記者会見で述べ、当時の内閣総理大臣であった橋本龍太郎の訪仏時には大統領自ら献呈している。帰国後にこれを読んだ橋本首相は感動に涙し、霧島に手紙を送って感激を伝えたのみならず、自らも霧島を訪問している。この親書と訪問時の記念写真は、両国の『ちゃんこ霧島』に保存されている。

### その他相撲関連
- 新入幕から引退に至るまで天覧相撲で星を落としたことがなく、現役期間中に行われた取組14回全てで勝ち星を飾っている。そのため、記者に対し「毎日来てくれれば全勝なのに」と語ったことがある。
- 上述の通り千代の富士を吊り出して1000勝を阻むなど“吊りの名手”として知られ、全盛期には「小錦関でも吊れます」と言う程だったが、実現の機会はなかった。
- 2010年5月27日に木瀬親方（元幕内・肥後ノ海）が暴力団関係者の元へ維持員席のチケットを流出させた件で部屋閉鎖を含む処分を受けた際、解雇を求める厳しい意見を出した理事がいたとされている中で同年2月から理事に就任した身として「何年も前からチケットを渡していた。知らなかったでは済まされない」と厳しく突き放した。[20]
- 1988年（昭和63年）夏場所、水戸泉と対戦で三度の物言いがつき、三度の取り直しの末、霧島が敗れた。尚、この取組後、水戸泉と同じ片屋から寺尾が上がると、塩籠の塩が空になって、呼び出しが大慌てで補充に走ると言うネタをやくみつるは「おちゃんこクラブ」で描いているが、実際、不足分を補充しているはずなので、まずこう言った事態は発生することはない。
- 不戦勝になり、土俵上で勝ち名乗りだけを受けた際、マスコミのインタビューに「土俵に上がった時の踏み込みがよかったんじゃないですか」と応えるなど、顔は二枚目ながらも性格はひょうきんな一面があった。

### 土俵外
- 趣味はゴルフであり腕前はシングルプレーヤー。現役時代は「ドラコンの横綱」と呼ばれ、力士会のゴルフコンペには欠かせない存在であった。
- 愛煙家であり、陸奥部屋付き時代には稽古場で喫煙しながら指導していたが先代陸奥から注意されたことをきっかけに携帯灰皿を購入して外から稽古を眺める形で指導するようになったという。
- 移動車はトヨタ・アルファード。
- 長江健次と親交があり、2014年8月2日に本人の生誕50周年を記念したライブにもサプライズ参加している[21]。
- 無給だった幕下時代に知り合った夫人との間に一人娘がいるが、上記の父親の影響を受けてか、東北福祉大学在学中、ゴルフ部に所属していたという。
- 現役時代の1995年11月、「有限会社霧島」を設立し、ちゃんこ店の経営に乗り出す。引退後、継承した陸奥部屋を両国駅前に移転するとほぼ同時期に、部屋の向かいのビル内に「ちゃんこ霧島」を開店した。ちゃんこ店は相撲の開催や季節要因によって営業が左右されることから、その後に株式会社してジンギスカン料理店にも参入する[22]。2017年5月の報道によると、一時期「ちゃんこ霧島」が、両国界隈のちゃんこ料理店の中で口コミサイト「食べログ」での評価を調べてランキング化したものの中で8位に位置していた[23]。2023年11月現在、ちゃんこ店2店、ジンギスカン料理店4店、フレンチ料理店1店の合計7店舗を擁する他、元幕内十文字の打つうどん通販も手掛けている。[24]。
- 1991年10月イギリス巡業の前宣伝と下見に訪れた際、ハイドバークで孝乃富士と共に取り組みを披露しているが、日本ではこんなことは絶対にしないと語っている[25]。
- 部屋持ち時代のある時、名古屋場所前に稽古を休むという力士を引き連れて散歩に出かけ、往路だけで4時間歩かせたらその弟子は翌日懲りて休まず稽古をすることにした[26]。

### 不祥事
1999年4月、5年間で合計約2億2000万円に及ぶ所得の申告漏れが指摘された。約9000万円の追徴金。これを受けて相撲協会より6カ月間20%減給の処分、2004年2月まで平年寄に据え置き。

## 主な成績
- 通算成績：754勝696敗40休　勝率.520
- 幕内成績：518勝507敗40休　勝率.505
- 大関成績：139勝76敗25休　勝率.647
- 幕内在位：71場所
- 三役在位：8場所 (関脇4場所、小結4場所）
- 大関在位：16場所

- 通算（幕内）連続勝ち越し記録：6場所（1991年5月場所〜1992年3月場所）
- 幕内2桁連続勝利記録：4場所（1991年5月場所〜1991年11月場所）
- 連勝記録：13（1991年1月場所4日目〜1991年3月場所初日）
- 年間最多勝：1991年（62勝28敗）
- 三賞：8回
  - 殊勲賞：3回（1989年5月場所、1990年1月場所、1990年3月場所）
  - 敢闘賞：1回（1984年7月場所）
  - 技能賞：4回（1986年11月場所、1988年11月場所、1989年11月場所、1990年3月場所）
- 金星：2個（大乃国2個）
- 各段優勝
  - 幕内最高優勝：1回（1991年1月場所）

### 場所別成績
| | 一月場所 初場所（東京） | 三月場所 春場所（大阪）  | 五月場所 夏場所（東京） | 七月場所 名古屋場所（愛知） | 九月場所 秋場所（東京） | 十一月場所 九州場所（福岡） |
| --- | ----------------------- | ------------------------ | ----------------------- | --------------------------- | ----------------------- | --------------------------- |
| 1975年 （昭和50年） | x                       | （前相撲）               | 東序ノ口13枚目 2–5      | 東序二段127枚目 5–2         | 東序二段87枚目 2–5      | 西序二段106枚目 4–3         |
| 1976年 （昭和51年） | 東序二段83枚目 4–3      | 東序二段63枚目 2–5       | 東序二段81枚目 3–4      | 西序二段96枚目 6–1          | 東序二段31枚目 5–2      | 西三段目81枚目 3–4          |
| 1977年 （昭和52年） | 東序二段7枚目 3–4       | 西序二段18枚目 6–1       | 西三段目53枚目 4–3      | 東三段目40枚目 3–4          | 西三段目54枚目 4–3      | 西三段目39枚目 3–4          |
| 1978年 （昭和53年） | 東三段目51枚目 5–2      | 東三段目25枚目 5–2       | 西幕下57枚目 5–2        | 西幕下40枚目 3–4            | 西幕下53枚目 4–3        | 東幕下47枚目 3–4            |
| 1979年 （昭和54年） | 西幕下58枚目 5–2        | 東幕下37枚目 5–2         | 西幕下21枚目 3–4        | 西幕下31枚目 5–2            | 西幕下17枚目 4–3        | 東幕下14枚目 4–3            |
| 1980年 （昭和55年） | 東幕下10枚目 3–4        | 西幕下17枚目 2–5         | 西幕下37枚目 4–3        | 西幕下28枚目 4–3            | 西幕下19枚目 3–4        | 東幕下28枚目 2–5            |
| 1981年 （昭和56年） | 東幕下47枚目 6–1        | 東幕下20枚目 5–2         | 西幕下9枚目 4–3         | 西幕下6枚目 3–4             | 西幕下11枚目 4–3        | 西幕下6枚目 4–3             |
| 1982年 （昭和57年） | 西幕下2枚目 4–3         | 東幕下筆頭 4–3           | 西十両13枚目 6–9        | 西幕下2枚目 3–4             | 西幕下8枚目 2–5         | 東幕下22枚目 5–2            |
| 1983年 （昭和58年） | 東幕下10枚目 5–2        | 西幕下4枚目 2–5          | 東幕下22枚目 5–2        | 西幕下9枚目 5–2             | 東幕下2枚目 5–2         | 西十両10枚目 9–6            |
| 1984年 （昭和59年） | 東十両5枚目 10–5        | 東十両筆頭 7–8           | 東十両3枚目 10–5        | 西前頭12枚目 8–7 敢         | 西前頭8枚目 7–8         | 西前頭9枚目 8–7             |
| 1985年 （昭和60年） | 西前頭5枚目 5–10        | 西前頭11枚目 8–7         | 東前頭7枚目 8–7         | 西前頭2枚目 3–12            | 東前頭13枚目 9–6        | 西前頭4枚目 6–9             |
| 1986年 （昭和61年） | 東前頭9枚目 8–7         | 西前頭5枚目 8–7          | 西前頭2枚目 4–11        | 西前頭8枚目 8–7             | 西前頭筆頭 4–11         | 東前頭7枚目 12–3 技         |
| 1987年 （昭和62年） | 西関脇 3–12             | 西前頭6枚目 5–10         | 西前頭12枚目 8–7        | 東前頭7枚目 6–9             | 東前頭12枚目 8–7        | 西前頭7枚目 7–8             |
| 1988年 （昭和63年） | 西前頭9枚目 7–8         | 東前頭11枚目 8–7         | 東前頭7枚目 7–8         | 西前頭9枚目 9–6             | 西前頭2枚目 5–10 ★      | 西前頭6枚目 10–5 技         |
| 1989年 （平成元年） | 東小結 1–14             | 西前頭9枚目 10–5         | 西前頭筆頭 8–7 殊★      | 東小結 7–8                  | 東前頭筆頭 8–7          | 西小結 10–5 技              |
| 1990年 （平成2年） | 東小結 11–4 殊          | 東関脇 13–2 殊技         | 西大関 9–6              | 東張出大関 6–2–7            | 東張出大関 13–2         | 東大関 10–5                 |
| 1991年 （平成3年） | 東大関 14–1             | 東大関 5–10              | 西大関 11–4             | 西大関 10–5                 | 西大関 12–3             | 東大関 10–5                 |
| 1992年 （平成4年） | 西大関 8–7              | 西大関 12–3              | 西大関 0–4–11           | 東張出大関 11–4             | 東大関 7–8              | 東張出大関 1–7–7            |
| 1993年 （平成5年） | 西張出関脇 休場 0–0–15  | 西張出関脇 5–10          | 東前頭2枚目 8–7         | 東前頭筆頭 3–12             | 東前頭12枚目 9–6        | 東前頭4枚目 3–12            |
| 1994年 （平成6年） | 西前頭14枚目 8–7        | 東前頭13枚目 8–7         | 西前頭11枚目 8–7        | 東前頭6枚目 7–8             | 西前頭8枚目 7–8         | 西前頭10枚目 8–7            |
| 1995年 （平成7年） | 西前頭6枚目 4–11        | 東前頭13枚目 8–7         | 東前頭8枚目 6–9         | 東前頭12枚目 8–7            | 西前頭5枚目 4–11        | 西前頭14枚目 8–7            |
| 1996年 （平成8年） | 東前頭13枚目 7–8        | 西前頭14枚目 引退 3–12–0 | x                       | x                           | x                       | x                           |
| 各欄の数字は、「勝ち-負け-休場」を示す。 優勝 引退 休場 十両 幕下 三賞：敢=敢闘賞、殊=殊勲賞、技=技能賞 その他：★=金星 番付階級：幕内 - 十両 - 幕下 - 三段目 - 序二段 - 序ノ口 幕内序列：横綱 - 大関 - 関脇 - 小結 - 前頭（「#数字」は各位内の序列） |                         |                          |                         |                             |                         |                             |

## 幕内対戦成績
| 力士名   | 勝数 | 負数 | 力士名     | 勝数  | 負数 | 力士名   | 勝数 | 負数  | 力士名   | 勝数 | 負数  |
| -------- | ---- | ---- | ---------- | ----- | ---- | -------- | ---- | ----- | -------- | ---- | ----- |
| 蒼樹山   | 1    | 1    | 青葉城     | 2     | 2    | 安芸乃島 | 20   | 13    | 曙       | 3    | 10    |
| 朝潮     | 0    | 6    | 朝乃翔     | 2     | 3    | 朝乃若   | 2    | 7     | 旭里     | 1    | 0     |
| 旭富士   | 5    | 14   | 旭豊       | 1     | 1    | 板井     | 9    | 11(1) | 恵那櫻   | 5    | 4     |
| 巨砲     | 4    | 7    | 大錦       | 7     | 5    | 大乃国   | 8    | 6     | 小城錦   | 4    | 5     |
| 小城ノ花 | 5    | 5    | 魁皇       | 0     | 2    | 魁輝     | 5    | 3     | 春日富士 | 7    | 7     |
| 北勝鬨   | 6    | 3    | 旭道山     | 12    | 7    | 鬼雷砲   | 8    | 3     | 起利錦   | 11   | 3     |
| 麒麟児   | 7    | 13   | 久島海     | 7     | 9(1) | 蔵間     | 6    | 5     | 剣晃     | 3    | 2     |
| 高望山   | 9    | 7    | 港龍       | 0     | 1    | 琴稲妻   | 6    | 7     | 琴ヶ梅   | 15   | 10    |
| 琴風     | 1    | 1    | 琴椿       | 1     | 1    | 琴錦     | 10   | 9     | 琴ノ若   | 1    | 3     |
| 琴富士   | 11   | 3    | 琴別府     | 1     | 4    | 小錦     | 19*  | 19    | 佐賀昇   | 1    | 0     |
| 敷島     | 2    | 0    | 大至       | 2     | 2    | 太寿山   | 13   | 8     | 大翔鳳   | 7    | 3     |
| 大翔山   | 8    | 2    | 大善       | 1     | 1    | 大徹     | 10   | 5     | 貴闘力   | 10   | 10    |
| 隆の里   | 0    | 1    | 貴ノ浪     | 5     | 4    | 貴乃花   | 5    | 9     | 孝乃富士 | 8    | 6     |
| 隆三杉   | 22   | 9    | 多賀竜     | 8     | 10   | 玉海力   | 0    | 1     | 玉春日   | 0    | 1     |
| 玉龍     | 4    | 7    | 千代の富士 | 2     | 12   | 出羽の花 | 5    | 10    | 闘竜     | 7    | 11    |
| 時津洋   | 1    | 3    | 栃司       | 5     | 5    | 栃剣     | 6    | 7     | 栃乃和歌 | 19   | 11(1) |
| 栃光     | 1    | 0    | 栃纒       | 2     | 0    | 巴富士   | 2(1) | 1     | 智乃花   | 2    | 3     |
| 豊ノ海   | 5    | 3    | 浪之花     | 0     | 3    | 南海龍   | 3    | 2     | 蜂矢     | 0    | 1     |
| 花乃湖   | 3    | 6    | 花ノ国     | 9     | 2    | 濱ノ嶋   | 4    | 4     | 肥後ノ海 | 3    | 3     |
| 飛騨乃花 | 2    | 2    | 藤ノ川     | 2     | 6    | 富士乃真 | 2    | 3     | 双羽黒   | 0    | 2     |
| 鳳凰     | 1    | 2    | 北天佑     | 8     | 4    | 北勝海   | 6    | 10*   | 舞の海   | 3    | 3     |
| 前乃臻   | 3    | 1    | 舛田山     | 1     | 3    | 益荒雄   | 2    | 6     | 三杉磯   | 3    | 1     |
| 三杉里   | 14   | 10   | 水戸泉     | 17(1) | 14   | 湊富士   | 2    | 5     | 武蔵丸   | 2    | 6     |
| 武双山   | 1    | 1    | 両国       | 7     | 7    | 若嶋津   | 1    | 3     | 若翔洋   | 4    | 5     |
| 若瀬川   | 4    | 4    | 若乃花     | 6(1)  | 9    | 鷲羽山   | 1    | 0     |          |      |       |

- 他に優勝決定巴戦（1990年3月場所）で小錦に1勝、北勝海1敗がある。

（カッコ内は勝数の中に占める不戦勝、不戦敗の数）

## 合い口
- 元横綱・千代の富士には2勝12敗。最後の勝利は1990年11月場所で、決まり手は吊り出し。
- 元横綱・隆の里には1敗。
- 元横綱・双羽黒には2敗。
- 元横綱・北勝海には6勝10敗。他に優勝決定戦で1敗がある。最後の勝利は1991年7月場所で、決まり手は吊り出し。
- 元横綱・大乃国には8勝6敗。最後の勝利は1991年3月場所で、決まり手は寄り切り。
- 元横綱・旭富士には5勝14敗。最後の勝利は1991年1月場所で、決まり手は上手出し投げ。
- 元横綱・曙には3勝10敗。大関同士の対戦は1敗、曙の横綱昇進後は4敗。
- 元横綱・貴乃花には5勝9敗。
- 元横綱・若乃花には6勝9敗(不戦勝1を含む)。いずれも若乃花が横綱に昇進前の対戦である。
- 元横綱・武蔵丸には2勝6敗。いずれも武蔵丸が大関・横綱に昇進前の対戦である。
- 元大関・琴風には1勝1敗。琴風の大関在位中は1敗。
- 元大関・若嶋津には1勝3敗。
- 元大関・朝潮には6戦全敗。
- 元大関・北天佑には8勝4敗。大関同士の対戦は1勝。
- 元大関・小錦には19勝19敗。他に優勝決定戦で1勝がある。大関同士の対戦は4勝8敗。
- 元大関・貴ノ浪には5勝4敗。貴ノ浪の大関在位中は1勝1敗。
- 元大関・武双山には1勝1敗。いずれも武双山の大関昇進前の対戦である。

## 改名歴
- 吉永 一美（よしなが かずみ）1975年3月場所-1976年3月場所
- 霧島 一美（きりしま -）1976年5月場所-1982年3月場所
- 霧島 一博（- かずひろ）1982年5月場所-1993年3月場所
- 霧島 和博（- かずひろ）1993年5月場所-1994年1月場所
- 霧島 一博（- かずひろ）1994年3月場所-1996年3月場所

## 年寄名変遷
- 錣山 一博（しころやま かずひろ）1996年3月-1997年5月
- 勝ノ浦 一博（かつのうら -）1997年5月-1997年12月
- 陸奥 一博（みちのく -）1997年12月-